# Säge-Tüpfelfarn
Der Säge-Tüpfelfarn (Polypodium cambricum), auch Gallischer Tüpfelfarn genannt, ist eine Pflanzenart aus der Gattung der Tüpfelfarne (Polypodium) innerhalb der Familie der Tüpfelfarngewächse (Polypodiaceae).

## Beschreibung

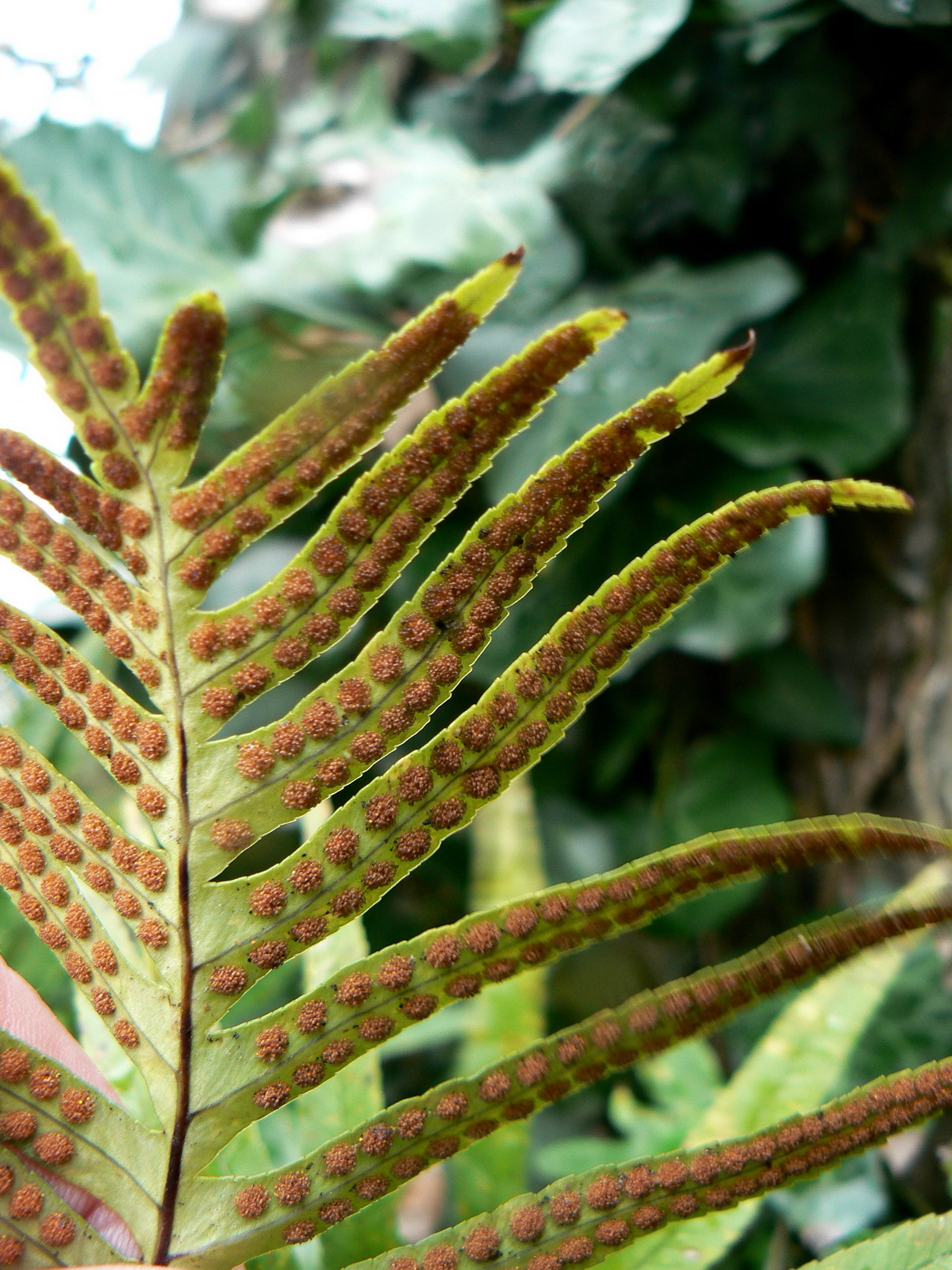
Wedelunterseite mit den Sori

Der Säge-Tüpfelfarn ist eine ausdauernde krautige Pflanze und erreicht Wuchshöhen von 20 bis 50 Zentimetern. Das Rhizom trägt 5 bis 11 Millimeter lange linealisch-lanzettliche Spreuschuppen. Die Blätter sterben im Sommer ab, neue Blätter werden im Herbst gebildet. Der knorpelige und durchscheinende Blattrand erreicht in den Blattbuchten nicht den Mittelnerv, er ist von diesem durch grünes Gewebe getrennt. Die Blattspreite ist dreieckig-eiförmig oder eiförmig und am Grund bis 15 Zentimeter breit. Die Blattabschnitte sind schmal-lanzettlich, gesägt und oft von der Mitte an oder zwei Dritteln der Länge spitz zulaufend. Das unterste Paar ist oft von der Blattfläche weg nach oben gerichtet.
Die Sori sind länglich-elliptisch. In den Sori und Sporangien gibt es verzweigte, drüsige Fäden, die an Pilzhyphen erinnern. Die Sporangien besitzen vier bis sieben dickwandige Anuluszellen.
Die Chromosomenzahl beträgt 2n = 74.

## Vorkommen
Das Verbreitungsgebiet des Säge-Tüpfelfarn reicht von Makaronesien, Marokko und Algerien bis Irland, dem Vereinigten Königreich und von der Schweiz über den Mittelmeerraum östlich bis zur Türkei, Syrien, Georgien und Armenien. Mitteleuropa erreicht er in Südtirol, wo er vor allem zwischen Salurn und Bozen vorkommt sowie in der südlichen Schweiz am Luganer See, am Lago Maggiore und in den Kantonen Wallis und Waadt.
Er wächst in Fels- und Mauerspalten, in Südtirol in klimawarmen Lagen. Er besiedelt Silikat- und Karbonatgestein. Er ist vorwiegend auf die colline Höhenstufe beschränkt, selten steigt er bis in die montane Stufe. Er kommt in Gesellschaften des Verbands Polypodion serrati vor.
Die ökologischen Zeigerwerte nach Landolt et al. 2010 sind in der Schweiz: Feuchtezahl F = 3 (mäßig feucht), Lichtzahl L = 3 (halbschattig), Reaktionszahl R = 4 (neutral bis basisch), Temperaturzahl T = 5 (sehr warm-kollin), Nährstoffzahl N = 2 (nährstoffarm), Kontinentalitätszahl K = 2 (subozeanisch).

## Systematik
Die Erstveröffentlichung von Polypodium cambricum erfolgte 1753 durch Carl von Linné in Species Plantarum, Tomus II, Seite 1086.
Je nach Autor gibt es etwa drei Unterarten:
- Polypodium cambricum L. subsp. cambricum (Syn.: Polypodium australe Fée, Polypodium vulgare var. serratum Willd., Polypodium serratum (Willd.) F.Saut., Polypodium cambricum subsp. australe (Fée) Greuter & Burdet, Polypodium cambricum subsp. serrulatum (Arcang.) Pic. Serm., Polypodium vulgare subsp. serratum (Willd.) H.Christ): Sie kommt in Nordafrika, Süd- und Westeuropa, im südlichen Mitteleuropa und in Vorderasien vor.[8]
- Polypodium cambricum subsp. azoricum (Vasc.) E.Nardi (Syn.: Polypodium vulgare subsp. azoricum Vasc., Polypodium azoricum (Vasc.) R.Fern., Polypodium australe subsp. azoricum (Vasc.) E.Nardi): Sie ist immergrün.[1] Sie kommt nur auf den Azoren vor.[8]
- Polypodium cambricum subsp. macaronesicum (A.E.Bobrov) Fraser-Jenk. (Syn.: Polypodium macaronesicum A.E.Bobrov): Sie kommt auf den Kanaren, auf Madeira und in Spanien vor.[8]